# 文侯 (魏)

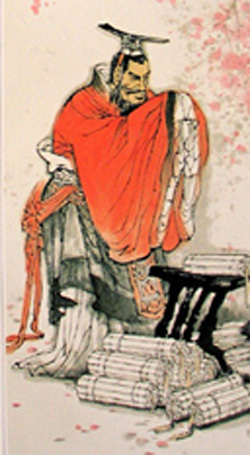
文侯

文侯（ぶんこう、? - 紀元前396年）は、中国戦国時代初期の魏の君主（在位：紀元前445年 - 紀元前396年）。姓は姫。氏は魏。諱は斯。李克・呉起・楽羊・西門豹などの人材に恵まれて魏を戦国時代最初の覇国へと押し上げた。
魏駒（魏桓子）の子。子は太子撃（武侯）、宰相の公叔夫人（公女）ら。
魏氏の本姓は姫姓であり、その遠祖は畢（陝西省咸陽市）に封じられた周の姫昌（文王）の庶子の畢公高である。畢がいつ滅んだか不詳だが、畢公高の末孫に当たる畢万が晋の献公に仕え、魏氏と改称したのである。畢万の孫の魏犨（魏武子）の代になって、文公と放浪を共にした功績で大夫に任じられた。
魏武子の昆孫で文侯の父でもある魏桓子の代に晋の最有力氏族であった智氏を滅ぼして魏・趙・韓の三晋に分裂したものの、名目上はまだ晋の臣下という身分であった。しかし紀元前403年、文侯は趙氏・韓氏と共に周の威烈王から正式に諸侯に封じられた。